# Llista de districtes i localitats de Berlín

Mapa de Berlín representat amb els seus districtes.

Berlín és tant la capital d'Alemanya com un dels seus estats federals. La ciutat està subdividida en unitats administratives més petites, començant pels districtes (Bezirke), i seguit dels barris o localitats (Ortsteile). Els districtes tenen un govern local, amb una seu de districte que fa d'ajuntament, mentre que les localitats són senzillament àrees reconegudes oficialment i que sovint tenen una història prèvia a la ciutat com a pobles independents, i que actualment serveixen d'indicadors demogràfics i estadístics.

## Història
La divisió actual de la ciutat es remunta a la nova administració que es va fer després de la caiguda del Mur de Berlín i la reunificació d'Alemanya, però respon a un model urbà que es va gestar el 1920. Aquell any es va replantejar la unitat urbana de Berlín, incorporant-hi els pobles i localitats de la província de Brandenburg que l'envoltaven (Charlottenburg, Köpenick, Lichtenberg, Neukölln, Schöneberg, Spandau i Wilmersdorf), així com 59 comunitats rurals i 27 municipis i el Palau Reial de Berlín, que fins aleshores havia estat una unitat administrativa a part. L'expansió de la capital de la República de Weimar en l'anomenat Gran Berlín es va decretar per llei. Aquest Gran Berlín estava dividit en 20 districtes, alguns dels quals portaven el nom del municipi més extens o més habitat, mentre que altres reberen noms derivats d'elements del paisatge, com Kreuzberg ("Puig de la creu") o Prenzlauer Berg ("Puig de Prenzlau"). L'any 2000, el Berlín unificat constava de 23 districtes, incloent-n'hi tres que s'havien creat a l'Est. L'any 2001 es va procedir a una nova reforma administrativa de la ciutat que la dividiria en només 12 districtes de nom compost, simplificant-ne l'administració i ajudant a la cohesió de la ciutat. Aquests 12 districtes estan dividits avui en 95 barris o localitats.

## Districtes
| Districte (Bezirk)         | Habitants 31 març 2010 | Superfície en km² | Densitat de població per km² | Mapa dels 12 districtes de Berlín |
| -------------------------- | ---------------------- | ----------------- | ---------------------------- | --------------------------------- |
| Charlottenburg-Wilmersdorf | 319.628                | 64,72             | 4.878                        | Mapa dels 12 districtes de Berlín |
| Friedrichshain-Kreuzberg   | 268,225                | 20,16             | 13.187                       | Mapa dels 12 districtes de Berlín |
| Lichtenberg                | 259.881                | 52,29             | 4.952                        | Mapa dels 12 districtes de Berlín |
| Marzahn-Hellersdorf        | 248.264                | 61,74             | 4.046                        | Mapa dels 12 districtes de Berlín |
| Mitte                      | 332.919                | 39,47             | 8.272                        | Mapa dels 12 districtes de Berlín |
| Neukölln                   | 310.283                | 44,93             | 6.804                        | Mapa dels 12 districtes de Berlín |
| Pankow                     | 366.441                | 103,01            | 3.476                        | Mapa dels 12 districtes de Berlín |
| Reinickendorf              | 240.454                | 89,46             | 2.712                        | Mapa dels 12 districtes de Berlín |
| Spandau                    | 223.962                | 91,91             | 2.441                        | Mapa dels 12 districtes de Berlín |
| Steglitz-Zehlendorf        | 293,.89                | 102,50            | 2.818                        | Mapa dels 12 districtes de Berlín |
| Tempelhof-Schöneberg       | 335.060                | 53,09             | 6.256                        | Mapa dels 12 districtes de Berlín |
| Treptow-Köpenick           | 241.335                | 168,42            | 1.406                        | Mapa dels 12 districtes de Berlín |

## Escuts
Aquests 12 districtes són identificables pels escuts que els representen. Tots ells tenen aspectes comuns que els donen unitat: l'escut té forma d'escussó, mentre que la corona és de timbre, amb tres torres de maó vermell que incorporen l'escut de la ciutat de Berlín al centre.
| Charlottenburg-Wilmersdorf | Friedrichshain-Kreuzberg | Lichtenberg | Marzahn-Hellersdorf | Mitte | Neukölln | Pankow | Reinickendorf | Spandau | Steglitz-Zehlendorf | Tempelhof-Schöneberg | Treptow-Köpenick |

## Llista de localitats o barris (Ortsteile)
Així doncs, els 12 districtes de la ciutat i estat de Berlín estan dividits en 95 localitats (Ortsteile), semblants en aspecte i funció administrativa al que en català s'anomena barris. El més gran és l'antic poble de Köpenick, mentre que el més petit és el Hansaviertel ("barri hanseàtic"). El més poblat és Neukölln i el que menys habitants aglomera és Malchow.
També es parla de Kieze, una divisió més petita i no oficial, normalment centrada entorn d'una plaça o d'un lloc emblemàtic i dotada d'un nom familiar o informal. Per exemple, una localitat com Kreuzberg té més d'un Kiez: Schlesi al voltant de Schlesisches Tor o Kotti a la rodalia de Kottbusser Tor, entre d'altres.
Les localitats llistades oficialment per l'ajuntament berlinès són les següents:
(01) Mitte
| Localitat            | Superfície en km² | Habitants l'any 2008 | Densitat habitants per km² | Mapa del districte de Mitte |
| -------------------- | ----------------- | -------------------- | -------------------------- | --------------------------- |
| (0101) Mitte         | 10.70             | 79,582               | 7,445                      | Mapa del districte de Mitte |
| (0102) Moabit        | 7.72              | 69,425               | 8,993                      | Mapa del districte de Mitte |
| (0103) Hansaviertel  | 0.53              | 5,889                | 11,111                     | Mapa del districte de Mitte |
| (0104) Tiergarten    | 5.17              | 12,486               | 2,415                      | Mapa del districte de Mitte |
| (0105) Wedding       | 9.23              | 76,363               | 8,273                      | Mapa del districte de Mitte |
| (0106) Gesundbrunnen | 6.13              | 82,729               | 13,496                     | Mapa del districte de Mitte |

(02) Friedrichshain-Kreuzberg
| Localitat             | Superfície en km² | Habitants l'any 2008 | Densitat habitants per km² | Mapa del districte de Friedrichshain-Kreuzberg |
| --------------------- | ----------------- | -------------------- | -------------------------- | ---------------------------------------------- |
| (0201) Friedrichshain | 9.78              | 114,050              | 11,662                     | Mapa del districte de Friedrichshain-Kreuzberg |
| (0202) Kreuzberg      | 10.40             | 147,227              | 14,184                     | Mapa del districte de Friedrichshain-Kreuzberg |

(03) Pankow
| Localitat                        | Superfície en km² | Habitants l'any 2008 | Densitat habitants per km² | Mapa del districte de Pankow |
| -------------------------------- | ----------------- | -------------------- | -------------------------- | ---------------------------- |
| (0301) Prenzlauer Berg           | 11.00             | 142,319              | 12,991                     | Mapa del districte de Pankow |
| (0302) Weißensee                 | 7.93              | 45,485               | 5,736                      | Mapa del districte de Pankow |
| (0303) Blankenburg               | 6.03              | 6,550                | 1,086                      | Mapa del districte de Pankow |
| (0304) Heinersdorf               | 3.95              | 6,580                | 1,666                      | Mapa del districte de Pankow |
| (0305) Karow                     | 6.65              | 18,258               | 2,746                      | Mapa del districte de Pankow |
| (0306) Stadtrandsiedlung Malchow | 5.68              | 1,166                | 205                        | Mapa del districte de Pankow |
| (0307) Pankow                    | 5.66              | 55,854               | 9,868                      | Mapa del districte de Pankow |
| (0308) Blankenfelde              | 13.40             | 1,917                | 144                        | Mapa del districte de Pankow |
| (0309) Buch                      | 18.20             | 13,188               | 727                        | Mapa del districte de Pankow |
| (0310) Französisch Buchholz      | 12.00             | 18,766               | 1,560                      | Mapa del districte de Pankow |
| (0311) Niederschönhausen         | 6.49              | 26,903               | 4,145                      | Mapa del districte de Pankow |
| (0312) Rosenthal                 | 4.90              | 8,933                | 1,823                      | Mapa del districte de Pankow |
| (0313) Wilhelmsruh               | 1.37              | 7,216                | 5,267                      | Mapa del districte de Pankow |

(04) Charlottenburg-Wilmersdorf
| Localitat                  | Superfície en km² | Habitants l'any 2008 | Densitat habitants per km² | Mapa del districte de Charlottenbrg-Wilmersdorf |
| -------------------------- | ----------------- | -------------------- | -------------------------- | ----------------------------------------------- |
| (0401) Charlottenburg      | 10.60             | 118,704              | 11,198                     | Mapa del districte de Charlottenbrg-Wilmersdorf |
| (0402) Wilmersdorf         | 7.16              | 92,815               | 12,963                     | Mapa del districte de Charlottenbrg-Wilmersdorf |
| (0403) Schmargendorf       | 3.59              | 19,750               | 5,501                      | Mapa del districte de Charlottenbrg-Wilmersdorf |
| (0404) Grunewald           | 22.30             | 10,014               | 448                        | Mapa del districte de Charlottenbrg-Wilmersdorf |
| (0405) Westend             | 13.50             | 37,883               | 2,800                      | Mapa del districte de Charlottenbrg-Wilmersdorf |
| (0406) Charlottenburg-Nord | 6.20              | 17,327               | 2,795                      | Mapa del districte de Charlottenbrg-Wilmersdorf |
| (0407) Halensee            | 1.27              | 13,966               | 10,997                     | Mapa del districte de Charlottenbrg-Wilmersdorf |

(05) Spandau
| Localitat                 | Superfície en km² | Habitants l'any 2008 | Densitay habitants per km² | Mapa del districte de Spandau |
| ------------------------- | ----------------- | -------------------- | -------------------------- | ----------------------------- |
| (0501) Spandau            | 8.03              | 33,433               | 4,164                      | Mapa del districte de Spandau |
| (0502) Haselhorst         | 4.73              | 13,668               | 2,891                      | Mapa del districte de Spandau |
| (0503) Siemensstadt       | 5.66              | 11,388               | 2,012                      | Mapa del districte de Spandau |
| (0504) Staaken            | 10.90             | 41,470               | 3,810                      | Mapa del districte de Spandau |
| (0505) Gatow              | 10.10             | 3,908                | 386                        | Mapa del districte de Spandau |
| (0506) Kladow             | 14.80             | 13,628               | 922                        | Mapa del districte de Spandau |
| (0507) Hakenfelde         | 20.40             | 26,337               | 1,292                      | Mapa del districte de Spandau |
| (0508) Falkenhagener Feld | 6.88              | 34,778               | 5,056                      | Mapa del districte de Spandau |
| (0509) Wilhelmstadt       | 10.40             | 37,080               | 3,558                      | Mapa del districte de Spandau |

(06) Steglitz-Zehlendorf
| Localitat           | Superfície en km² | Habitants l'any 2008 | Densitat habitants per km² | Mapa del districte de Steglitz-Zehlendorf |
| ------------------- | ----------------- | -------------------- | -------------------------- | ----------------------------------------- |
| (0601) Steglitz     | 6.79              | 70,555               | 10,391                     | Mapa del districte de Steglitz-Zehlendorf |
| (0602) Lichterfelde | 18.20             | 78,338               | 4,300                      | Mapa del districte de Steglitz-Zehlendorf |
| (0603) Lankwitz     | 6.99              | 40,385               | 5,778                      | Mapa del districte de Steglitz-Zehlendorf |
| (0604) Zehlendorf   | 18.80             | 57,902               | 3,075                      | Mapa del districte de Steglitz-Zehlendorf |
| (0605) Dahlem       | 8.39              | 14,966               | 1,784                      | Mapa del districte de Steglitz-Zehlendorf |
| (0606) Nikolassee   | 19.60             | 15,899               | 811                        | Mapa del districte de Steglitz-Zehlendorf |
| (0607) Wannsee      | 23.70             | 9,044                | 382                        | Mapa del districte de Steglitz-Zehlendorf |

(07) Tempelhof-Schöneberg
| Localitat          | Superfície en km² | Habitants l'any 2008 | Densitat habitants per km² | Mapa del districte de Tempelhof-Schöneberg |
| ------------------ | ----------------- | -------------------- | -------------------------- | ------------------------------------------ |
| (0701) Schöneberg  | 10.60             | 116,743              | 11,003                     | Mapa del districte de Tempelhof-Schöneberg |
| (0702) Friedenau   | 1.65              | 26,736               | 16,204                     | Mapa del districte de Tempelhof-Schöneberg |
| (0703) Tempelhof   | 12.20             | 54,382               | 4,458                      | Mapa del districte de Tempelhof-Schöneberg |
| (0704) Mariendorf  | 9.38              | 48,882               | 5,211                      | Mapa del districte de Tempelhof-Schöneberg |
| (0705) Marienfelde | 9.15              | 30,151               | 3,295                      | Mapa del districte de Tempelhof-Schöneberg |
| (0706) Lichtenrade | 10.10             | 49,451               | 4,896                      | Mapa del districte de Tempelhof-Schöneberg |

(08) Neukölln
| Localitat           | Superfície en km² | Habitants l'any 2008 | Densitat habitants per km² | Mapa del districte de Neukölln |
| ------------------- | ----------------- | -------------------- | -------------------------- | ------------------------------ |
| (0801) Neukölln     | 11.70             | 154,127              | 13,173                     | Mapa del districte de Neukölln |
| (0802) Britz        | 12.40             | 38,334               | 3,091                      | Mapa del districte de Neukölln |
| (0803) Buckow       | 6.35              | 38,018               | 5,987                      | Mapa del districte de Neukölln |
| (0804) Rudow        | 11.80             | 41,040               | 3,478                      | Mapa del districte de Neukölln |
| (0805) Gropiusstadt | 2.66              | 35,844               | 13,475                     | Mapa del districte de Neukölln |

(09) Treptow-Köpenick
| Localitat                | Superfície en km² | Habitants l'any 2008 | Densitat habitants per km² | Mapa del districte de Treptow-Köpenick |
| ------------------------ | ----------------- | -------------------- | -------------------------- | -------------------------------------- |
| (0901) Alt-Treptow       | 2.31              | 10,426               | 4,513                      | Mapa del districte de Treptow-Köpenick |
| (0902) Plänterwald       | 3.01              | 10,618               | 3,528                      | Mapa del districte de Treptow-Köpenick |
| (0903) Baumschulenweg    | 4.82              | 16,780               | 3,481                      | Mapa del districte de Treptow-Köpenick |
| (0904) Johannisthal      | 6.54              | 17,650               | 2,699                      | Mapa del districte de Treptow-Köpenick |
| (0905) Niederschöneweide | 3.49              | 10,043               | 2,878                      | Mapa del districte de Treptow-Köpenick |
| (0906) Altglienicke      | 7.89              | 26,101               | 3,308                      | Mapa del districte de Treptow-Köpenick |
| (0907) Adlershof         | 6.11              | 15,112               | 2,473                      | Mapa del districte de Treptow-Köpenick |
| (0908) Bohnsdorf         | 6.52              | 10,751               | 1,649                      | Mapa del districte de Treptow-Köpenick |
| (0909) Oberschöneweide   | 6.18              | 17,094               | 2,766                      | Mapa del districte de Treptow-Köpenick |
| (0910) Köpenick          | 34.90             | 59,201               | 1,695                      | Mapa del districte de Treptow-Köpenick |
| (0911) Friedrichshagen   | 14.00             | 17,285               | 1,233                      | Mapa del districte de Treptow-Köpenick |
| (0912) Rahnsdorf         | 21.50             | 8,891                | 414                        | Mapa del districte de Treptow-Köpenick |
| (0913) Grünau            | 9.13              | 5,482                | 600                        | Mapa del districte de Treptow-Köpenick |
| (0914) Müggelheim        | 22.20             | 6,350                | 286                        | Mapa del districte de Treptow-Köpenick |
| (0915) Schmöckwitz       | 17.10             | 4,117                | 240                        | Mapa del districte de Treptow-Köpenick |

(10) Marzahn-Hellersdorf
| Localitat          | Superfície en km² | Habitants l'any 2008 | Densitat habitants per km² | Mapa del districte de Marzahn-Hellersdorf |
| ------------------ | ----------------- | -------------------- | -------------------------- | ----------------------------------------- |
| (1001) Marzahn     | 19.50             | 102,398              | 5,240                      | Mapa del districte de Marzahn-Hellersdorf |
| (1002) Biesdorf    | 12.40             | 24,543               | 1,973                      | Mapa del districte de Marzahn-Hellersdorf |
| (1003) Kaulsdorf   | 8.81              | 18,732               | 2,126                      | Mapa del districte de Marzahn-Hellersdorf |
| (1004) Mahlsdorf   | 12.90             | 26,852               | 2,075                      | Mapa del districte de Marzahn-Hellersdorf |
| (1005) Hellersdorf | 8.10              | 72,602               | 8,963                      | Mapa del districte de Marzahn-Hellersdorf |

(11) Lichtenberg
| Localitat                   | Superfície en km² | Habitants l'any 2008 | Densitat habitants per km² | Mapa del districte de Lichtenberg |
| --------------------------- | ----------------- | -------------------- | -------------------------- | --------------------------------- |
| (1101) Friedrichsfelde      | 5.55              | 50,010               | 9,011                      | Mapa del districte de Lichtenberg |
| (1102) Karlshorst           | 6.60              | 21,329               | 3,232                      | Mapa del districte de Lichtenberg |
| (1103) Lichtenberg          | 7.22              | 32,295               | 4,473                      | Mapa del districte de Lichtenberg |
| (1104) Falkenberg           | 3.06              | 1,164                | 380                        | Mapa del districte de Lichtenberg |
| (1106) Malchow              | 1.54              | 450                  | 292                        | Mapa del districte de Lichtenberg |
| (1107) Wartenberg           | 6.92              | 2,433                | 352                        | Mapa del districte de Lichtenberg |
| (1109) Neu-Hohenschönhausen | 5.16              | 53,698               | 10,407                     | Mapa del districte de Lichtenberg |
| (1110) Alt-Hohenschönhausen | 9.33              | 41,780               | 4,478                      | Mapa del districte de Lichtenberg |
| (1111) Fennpfuhl            | 2.12              | 30,932               | 14,591                     | Mapa del districte de Lichtenberg |
| (1112) Rummelsburg          | 4.52              | 17,567               | 3,887                      | Mapa del districte de Lichtenberg |

(12) Reinickendorf
| Localitat                 | Superfície en km² | Habitants l'any 2008 | Densitat habitants per km² | Mapa del districte de Reinickendorf |
| ------------------------- | ----------------- | -------------------- | -------------------------- | ----------------------------------- |
| (1201) Reinickendorf      | 10.50             | 72,859               | 6,939                      | Mapa del districte de Reinickendorf |
| (1202) Tegel              | 33.70             | 33,417               | 992                        | Mapa del districte de Reinickendorf |
| (1203) Konradshöhe        | 2.20              | 5,997                | 2,726                      | Mapa del districte de Reinickendorf |
| (1204) Heiligensee        | 10.70             | 17,641               | 1,649                      | Mapa del districte de Reinickendorf |
| (1205) Frohnau            | 7.80              | 17,025               | 2,183                      | Mapa del districte de Reinickendorf |
| (1206) Hermsdorf          | 6.10              | 16,503               | 2,705                      | Mapa del districte de Reinickendorf |
| (1207) Waidmannslust      | 2.30              | 10,022               | 4,357                      | Mapa del districte de Reinickendorf |
| (1208) Lübars             | 5.00              | 4,915                | 983                        | Mapa del districte de Reinickendorf |
| (1209) Wittenau           | 8.00              | 28,384               | 3,548                      | Mapa del districte de Reinickendorf |
| (1210) Märkisches Viertel | 3.20              | 35,206               | 11,002                     | Mapa del districte de Reinickendorf |